# 联合光复军

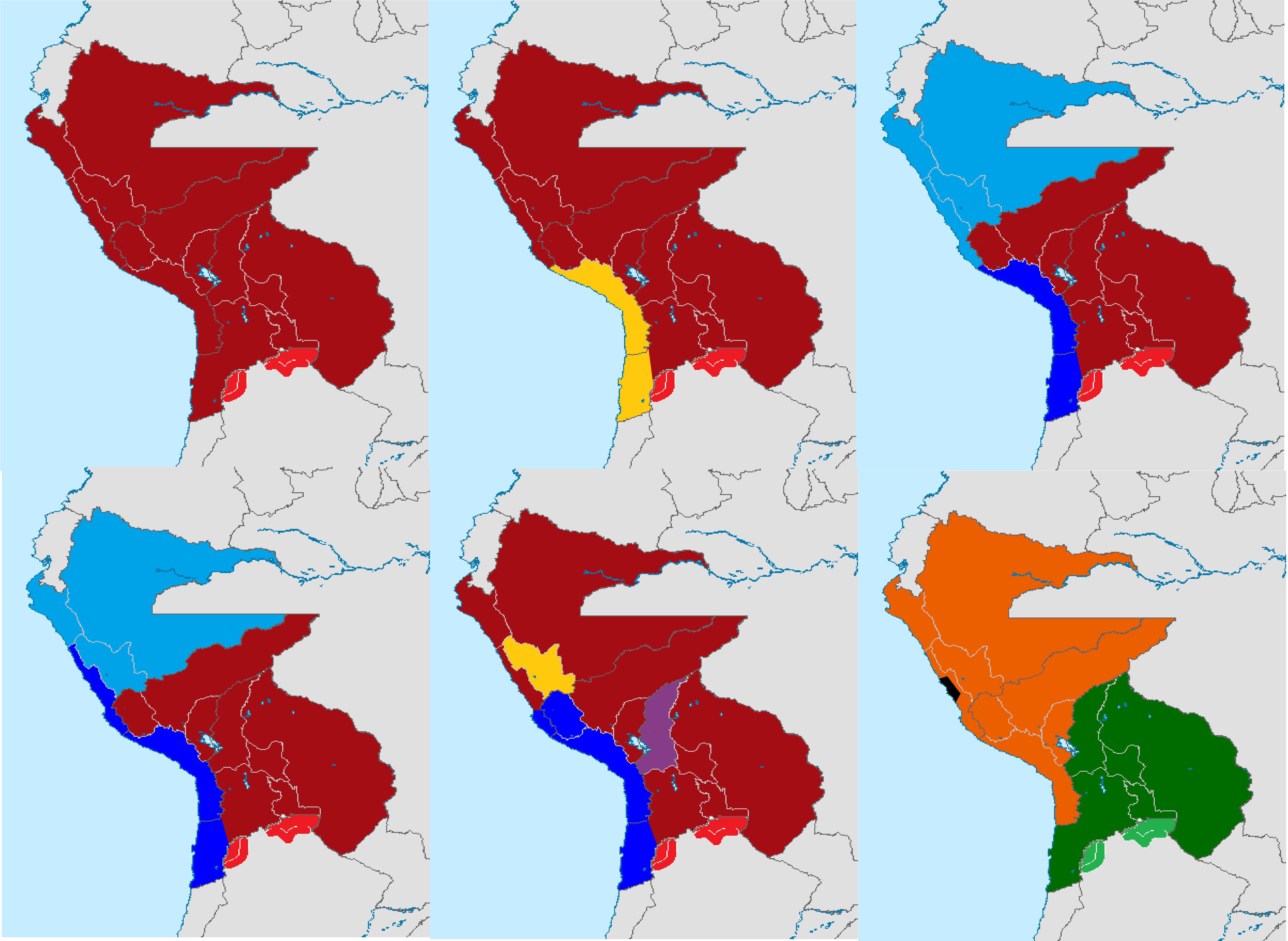
秘魯-玻利維亞邦聯解體

联合光复军是一支由智利军队和秘鲁不同政見者組成的軍隊，成立於1837年。其目标是終結安德烈斯·德·圣克鲁斯领导下的秘魯-玻利維亞邦聯。1837年，該軍隊的指揮官是曼紐·布蘭科·恩卡拉達。1838年至1839年期間，該軍隊的指揮官是曼努埃爾·布爾內斯。